# Lodowiec Kennicott

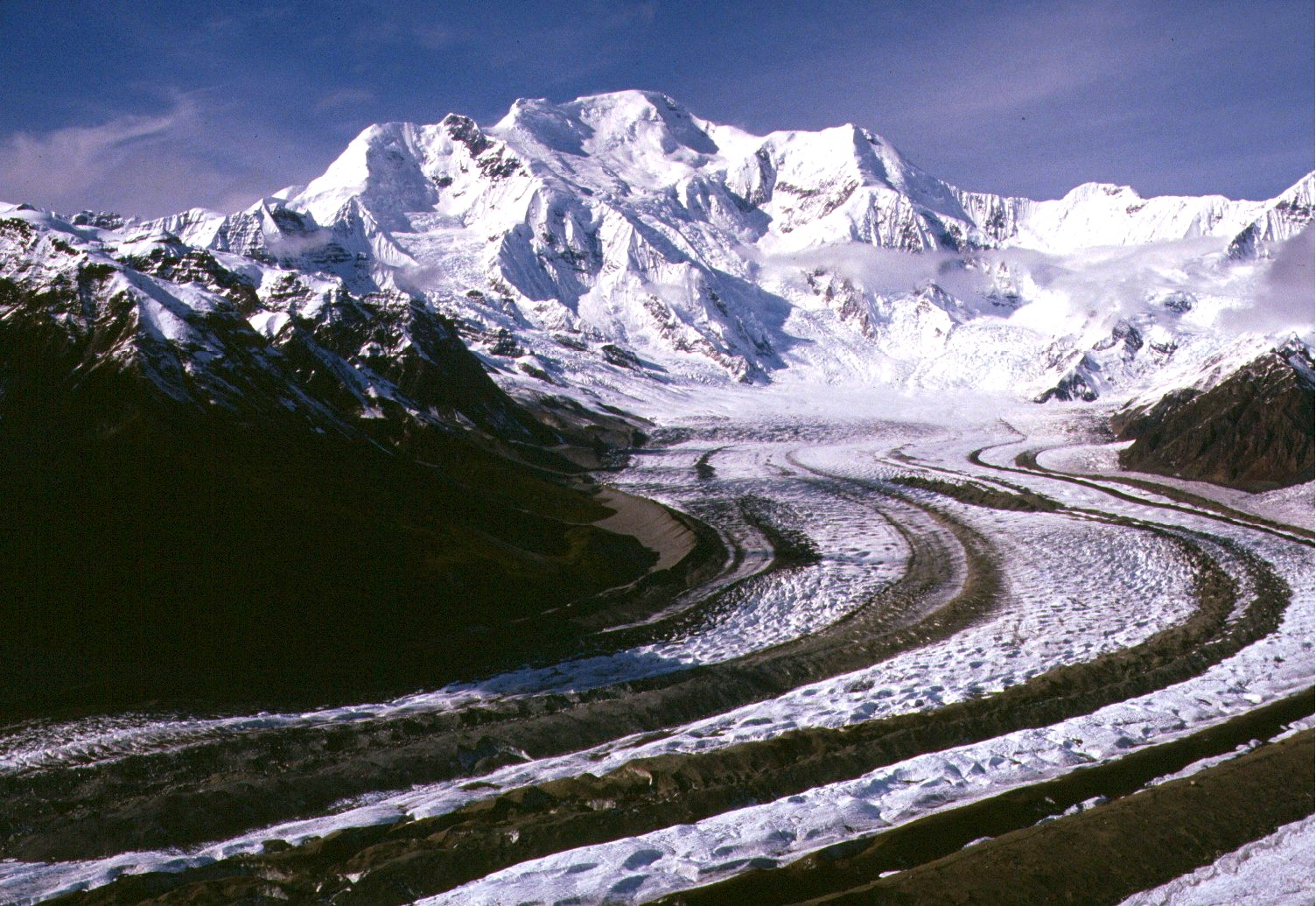
Lodowiec Kennicott na tle góry Blackburn

Lodowiec Kennicott – lodowiec w Górach Wrangla na Alasce w Stanach Zjednoczonych. Zaczyna swój bieg od wulkanu Blackburn, a kończy czołem oddalonym o 43 km na południowy wschód, z którego wypływa rzeka Kennicott. Położony jest na terenie Parku Narodowego Wrangla-Świętego Eliasza, w pobliżu miast McCarthy oraz Kennicott.
Lodowiec przez stulecia nazbierał z moreny skały, które pokrywają lód na 13 km jego dolnego biegu. Pokryte skałami czoło lodowca wyłania się na wysokość 15 m ponad skalne łożysko rzeki w pobliżu parkingu na końcu drogi McCarthy Road.
Bocznym dopływem Lodowca Kennicott jest Lodowiec Root charakteryzujący się lodospadem i oślepiająco białym lodem, który wyraźnie kontrastuje z płową i szarą barwą pokrycia Kennicotta.